# Brucher Talsperre
Die Brucher Talsperre gehört zur Gemeinde Marienheide (Oberbergischer Kreis) in Nordrhein-Westfalen und dient neben der Hochwasserregulierung der Niedrigwasseraufhöhung und der Naherholung; Campingplätze sind vorhanden. Betreiber der Talsperre ist der Wupperverband. Das gestaute Gewässer ist der Brucher Bach (siehe hierzu jedoch auch Gervershagener Bach). Durch einen 1280 m langen, westlich von Holzwipper ansetzenden Stollen wird auch Wasser aus der Wipper zugeführt. Auf dem Stausee kann man aktive Erholung betreiben wie Segeln, Schwimmen, Boot fahren usw. Der Rundweg um die Talsperre ist knapp 4 km lang.

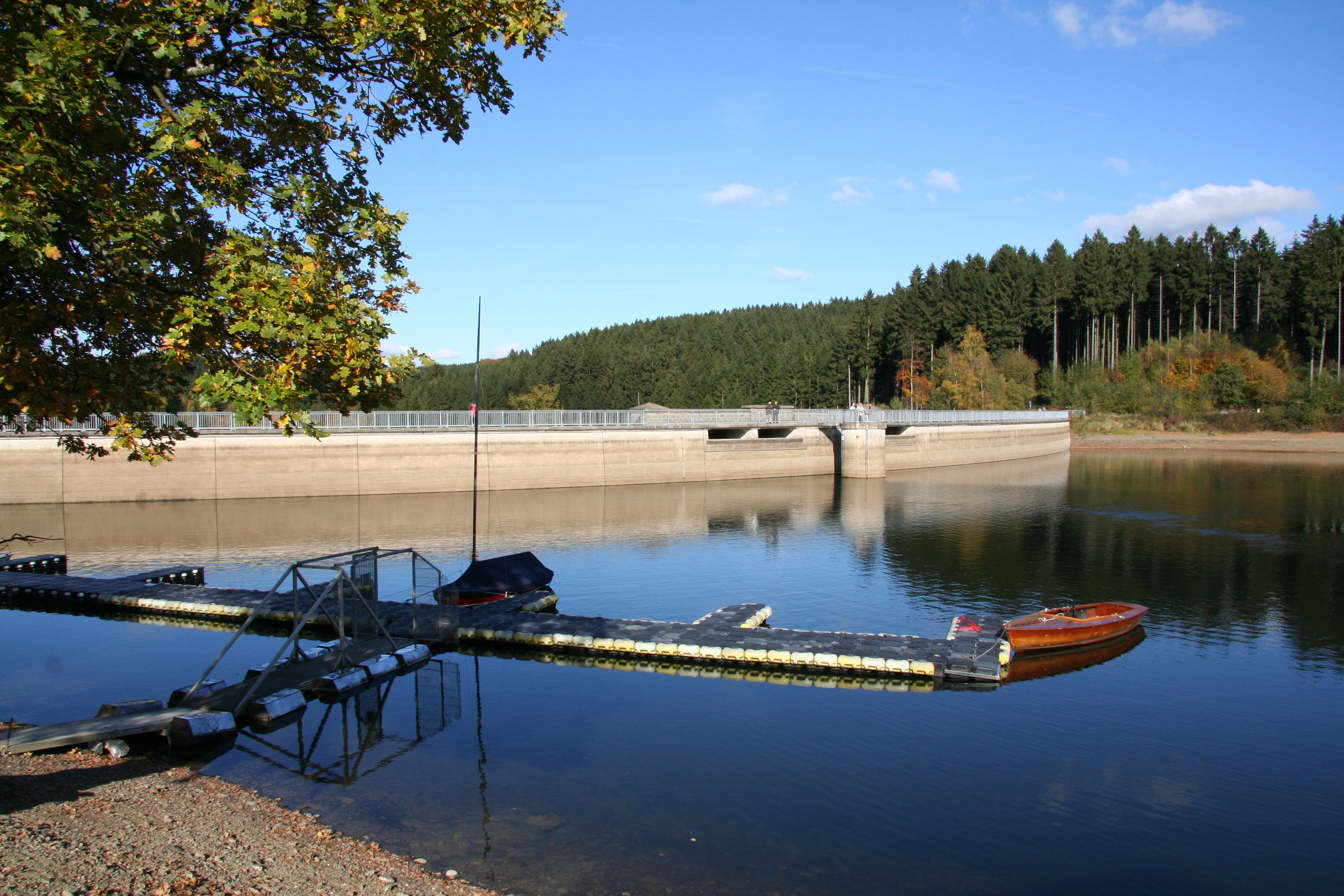
Absperrbauwerk der Brucher Talsperre, wasserseitige Ansicht

Die Brucher Talsperre ist am besten über die B 237 von Remscheid, die B 256 von der A 4 über Gummersbach oder von der A 45 über die Anschlussstelle Meinerzhagen zu erreichen. Der Bahnhof Marienheide liegt zwei Kilometer entfernt.
Die Brucher Talsperre, mit der in den Jahren 1912 bis 1913 aus Bruchsteinen nach Plänen des Otto Intze errichteten, 27,5 m (andere Angabe: 25 m) hohen Gewichtsstaumauer mit einer Kronenbreite von 4,5 m und einer Länge von 200 m, hat bei maximalem Aufstau ein Fassungsvermögen von 3,38 Mio. m³ und eine Oberfläche von 47 ha. 
Die Staumauer nach dem Intze-Prinzip wurde von 1990 bis 1993 für 21 Millionen DM saniert und verstärkt. An der Wasserseite wurde eine Mauerverstärkung mit einer Dichtwand, einer Trennschicht und einer Drainageschicht anbetoniert und ein Kontrollgang eingebaut. Die Staumauer wurde damit wieder auf den Stand der Technik gebracht.
Auf beiden Seiten der Staumauer stand im Zweiten Weltkrieg eine Flak. Heute steht auf der einen Seite, auf einem Landvorsprung, die DLRG Wasserrettungsstation der Brucher Talsperre. Auf der anderen Seite ist die Ruine noch vorhanden.